# Euryphrissa remipes
Euryphrissa remipes is een vlinder uit de familie wespvlinders (Sesiidae), onderfamilie Sesiinae.
Euryphrissa remipes is voor het eerst wetenschappelijk beschreven door Butler in 1874. De soort komt voor in het Neotropisch gebied.